# دراگوسلاو راژناتوویچ
دراگوسلاو راژناتوویچ (انگلیسی: Dragoslav Ražnatović؛ زادهٔ ۱۹ آوریل ۱۹۴۱) بازیکن بسکتبال اهل یوگسلاوی بود.
وی در مسابقات کشوری و بین‌المللی در مجموع برندهٔ ۱ مدال نقره شده‌است.